# Chalcedectidae
Chalcedectidae (лат.) — семейство паразитических наездников из надсемейства Chalcidoidea (или подсемейство Chalcedectinae в Pteromalidae) отряда перепончатокрылые насекомые.

## Описание
Антенны с 11 члениками жгутиками, включая три клавомера. Булава с вершинным шипом у самок. Глаза вентрально расходятся. Лабрум открытый, склеротизованный. Мандибулы с 3 зубцами. Субфораминальный мост с постгеналом, расположенным дорсально к гипостоме, со сходящимся гипостомальным килем, без постгеналовой борозды или постгеналовой пластинки. Препектус с дорсальным краем по крайней мере такой же длины, как тегула. Нотаули полные; тегула не покрывает большую часть плечевой пластинки. Мезоскутеллум с изменчивой френальной областью: либо без френума, либо с расширенным краевым ободком мезоскутеллума, либо с френумом, обозначенной в основном уздечкой и нечеткой френальной бороздкой, либо с неясным френумом, который трудно интерпретировать; и с аксиллярной бороздкой или килем. Мезоплевральная область без расширенного акроплеврона; мезепимерон не выступает за передний край метаплеврона. Все ноги с 5 тарзомерами; протибиальная шпора длинная и изогнутая; базитарзальный гребень продольный; заднее бедро с вентральными зубцами, метатибиальные шпоры выходят из вентроапикального выступа или отсутствуют. Метасома с синтергумом, без эпипигиума.

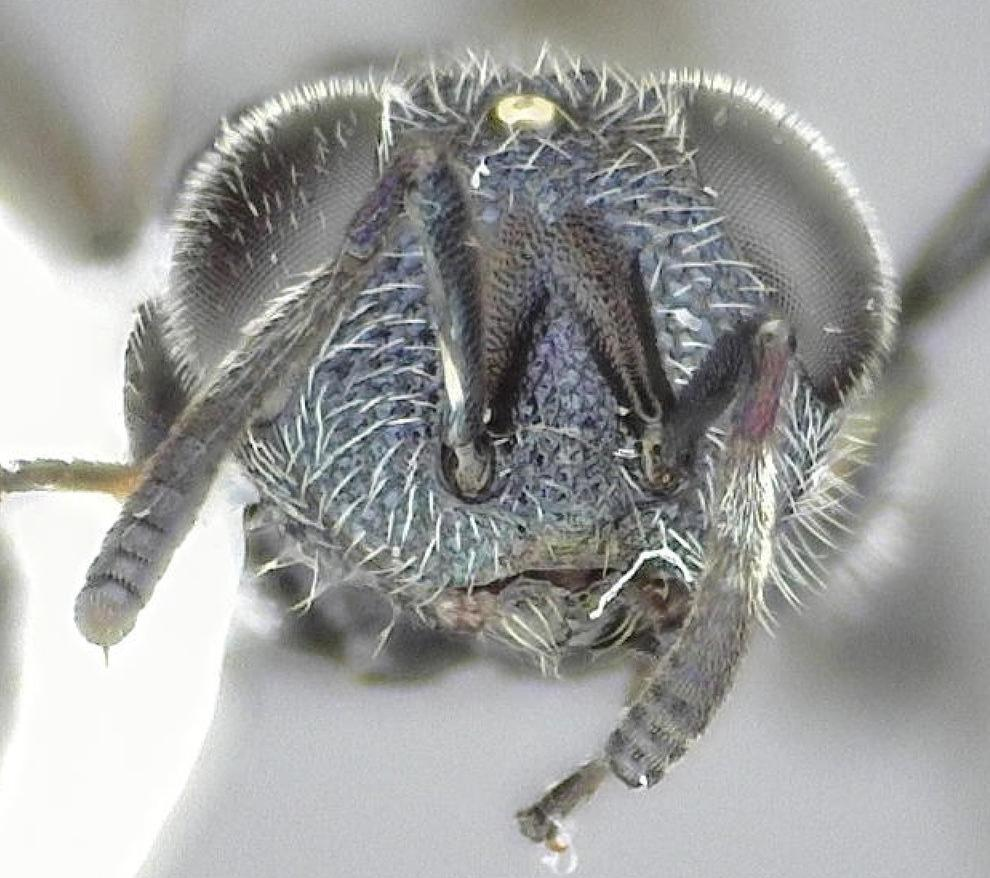
Face of Chalcedectus caelatus
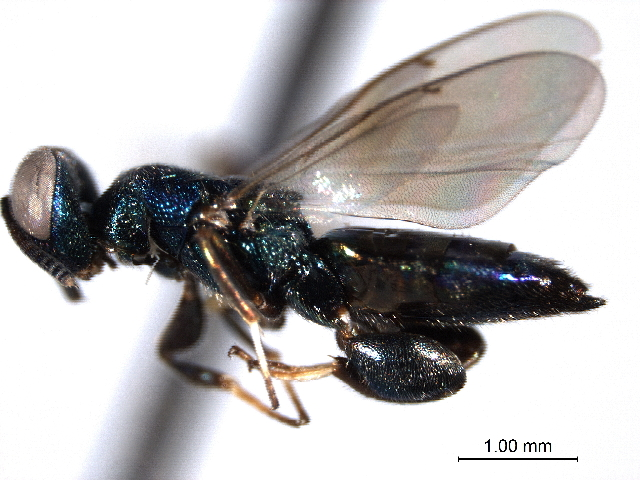
Chalcedectus hyalinipennis
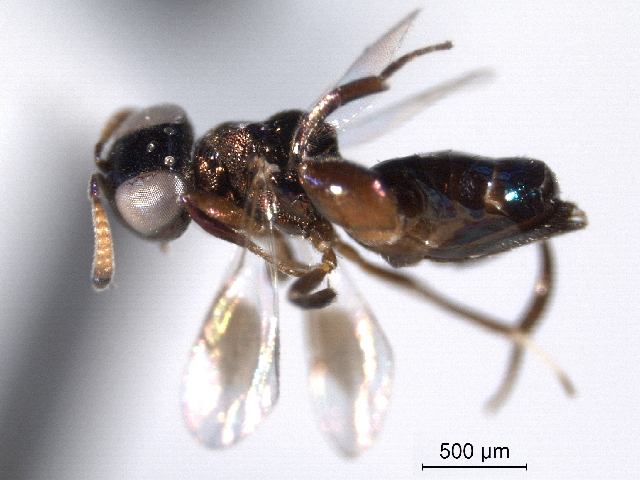
Chalcedectus maculipennis

## Систематика
Группа впервые была выделена в 1904 году как подсемейство Chalcedectinae. В 2022 году в ходе реклассификации птеромалид это крупнейшее семейство хальцидоидных наездников было разделено на 24 семейства и Chalcedectinae выделены в отдельное семейство Chalcedectidae.
- Chalcedectus Walker, 1852 — около 20 видов, пантропики[2]